# Dover (Nowy Jork)
Dover – miasto w Stanach Zjednoczonych, w stanie Nowy Jork, w hrabstwie Dutchess. W 2020 roku zamieszkane przez 8415 osób.

## Położenie
Miasto znajduje się we wschodniej części hrabstwa Duchess. Graniczy na północy z miastem Amenia i Washington, na zachodzie z Union Vale i Beekman, na południu z Pawling, a na wschodzie ze stanem Connecticut (miasta Kent i Sherman).

## Transport
Przez Dover przebiega linia kolejowa Harlem Line, należąca do Metro-North Railroad, łącząca miasto z Nowym Jorkiem. Stacja kolejowa znajduje się w osadzie Dover Plains. W latach 1972–2000 była stacją końcową. Następnie linię rozbudowano w kierunku północnym, dodając stacje Tenmile River i Wassaic na obszarze miasta Amenia.